# 華湘
華湘（1472年—？），字源楚，號南畹，直隸揚州府泰州人，民籍，明朝政治人物。

## 生平
正德二年（1507年）丁卯科應天府鄉試第一百二名舉人。正德十二年（1517年）中式丁丑科會試第二百八十七名，登第二甲第三十八名進士。工部观政，擢工部营缮司主事，因素精天文历数，十六年七月升任为光禄寺少卿，管钦天监事。嘉靖三年（1524年）以擅传禁书被下狱，十二月贬山西蒲州知州。升思恩府知府，回籍。

## 家族
曾祖華士能；祖父華通；父華錦，母王氏；繼母李氏。慈侍下。兄華澂，府知事；華沂；華涇。弟華瀾。